# Veterinary Surgery
Veterinary Surgery – międzynarodowe, recenzowane czasopismo naukowe publikujące w dziedzinie nauk weterynaryjnych.
Pismo wydawane jest przez American College of Veterinary Surgeons i stanowi ponadto oficjalne czasopismo European College of Veterinary Surgeons. Tematyką obejmuje chirurgię i anestezjologię zwierząt, publikując na tematy takie jak techniki chirurgiczne, środki diagnostyczne czy leczenie zakażeń.
W 2015 impact factor pisma wynosił 1,041. W 2014 zajęło 60 miejsce w rankingu ISI Journal Citation Reports w dziedzinie  weterynarii.